# Прошова (Польща)
Прошова (пол. Proszowa, нім. Gräflich Kunzendorf) — село в Польщі, у гміні Мірськ Львувецького повіту Нижньосілезького воєводства.
Населення — 125 осіб (2011).
У 1975-1998 роках село належало до Єленьоґурського воєводства.

## Демографія
Демографічна структура станом на 31 березня 2011 року:
|          | Загалом | Допрацездатний вік | Працездатний вік | Постпрацездатний вік |
| -------- | ------- | ------------------ | ---------------- | -------------------- |
| Чоловіки | 58      | 8                  | 46               | 4                    |
| Жінки    | 67      | 10                 | 43               | 14                   |
| Разом    | 125     | 18                 | 89               | 18                   |